# Coenosia camorinensis
Coenosia camorinensis är en tvåvingeart som beskrevs av Albuquerque 1956. Coenosia camorinensis ingår i släktet Coenosia och familjen husflugor. Inga underarter finns listade i Catalogue of Life.